# Шустер, Йосель Шевелевич
Йосель Шевелевич Шустер (Иосиф Савельевич Шустер; 1867, Тобольск — 11 ноября 1927, Тюмень, Уральская область) — российский фотограф, работавший в Тобольске в 1890—1906 годах и в  Тюмени в 1906—1927 годах, основатель фотоателье «Художественная фотография А. Шустер».

## Биография
Йосель родился в Тобольске в 1867 году в семье отставного солдата парикмахера Шевеля Маласовича Шустера (ум. 1876). Старший брат Монс (Монис) (род.1864), младший брат Симон (1870—1943) и сестра Лея. Йосель получил только начальное образование, обучался дома.

### Художественная фотография А. Шустер
Старший брат Монс Шустер проживал в арендованном доме вдовы Игнатия Лютыка, польского дворянина, жившему в Тобольске в 1865—1879 годах. Игнатий Лютык являлся основателем фотомастерской, которая располагалась в этом же доме. Йосель Шустер делает снимки в мастерской и отправляет их в 1889 году на Всемирную выставку в Париж, за что в 1890 году получил высочайшую благодарность великой княгини Елизаветы Фёдоровны. 17 марта 1891 года Монс Шустер, арендовав фотомастерскую, открыл свой фотосалон в доме 22 по улице Большой Архангельской.
В феврале 1892 года Йосель женился на Асне Пейсаховне Левине (род. 1873). И когда в начале 1892 года Монс покинул Тобольск, то переоформил свою фотомастерскую на жену брата Асне. Йосель находился на военной службе, в Тобольском резервном батальоне, поэтому не мог вести дело. 15 июля 1892 года губернатор выдал «тобольской мещанке, жене рядового Асне Шустер» разрешение на открытие фотозаведения «Художественная фотография А. Шустер».
Во время уральской экспедиции Д. И. Менделеева в село Верхние Аремзяны 3 июля 1899 года сопровождал Менделеева, где сделал серию снимков. Комплект видовых открытых писем Шустера были использованы в книге «Уральская железная промышленность в 1899 году».
Йосель Шустер являлся фотографом в тюремном ведомстве, который снимал арестантов Тобольского исправительного отделения в 1895—1903 годах. 
В 1899 году Шустер отправил в подарок императору свой «Альбом: типы и виды города Тобольска», который был сделан в виде небольшого ящика. Верхняя крышка альбома была вырезана из мамонтовой кости и покрыта зеленым плюшем, на ней на французском языке значилось название альбома. Туда вошли около 30 фотокарточек. 
Описания внешности Йоселя Шустера: «Невысокая, полная и подвижная фигурка в сером костюме и котелке» (Газета «Ермак», № 10, 30.06.1912 г.). В газетном фельетоне он назван Пустером, но образ легко считывался современниками; «г. Шустер лишает свою голову последней растительности» (Газета «Ермак»); «Заплывшая фигура Шустера. Кое-как обленился и сел» (Газета «Трудовой набат», январь 1924).

### Фотография Шустер
В 1906 году Шустеры переехали в Тюмень, которая в тот момент стала развиваться быстрей, чем Тобольск. В 1907 году его фамилия имеется в списках избирателей в Государственную Думу. В 1907 году Шустер заснял Ралли Пекин — Париж: автомобиль «Итала» князя Боргезе.

### Кинематограф
В 1910 году «Сибирская торговая газета» писала, что в электро-театре «Модерн» Шустера «картины из местной жизни привлекают большое число публики»: «Детские гуляния в Спасском саду 7 июня 1910 года», «Бега на ипподроме», «Полет авиатора А. В. Васильева» (1912) и другие.
27 сентября 1911 года Шустер открыл синематограф «Весь мир» на 230 мест на верхнем этаже дома Павлы Петровны Воробейчиковой на Царской, 26. 29 декабря 1913 года открыл кинотеатр «Гигант» на 600 мест во дворе усадьбы П. П. Воробейчиковой. 30 мая 1913 года в саду Гилева открылся летний кинотеатр Шустера. В 1916 году даже арендовал под кинематограф театр Текутьева. В 1916 году Шустер закрыл синематограф «Весь мир», а аппаратуру перевёз в Тобольск.
В 1927 году Шустер выпустил Альбом к 10-летию Советской власти в Тюмени.
Йосель Шевелевич Шустер скончался 11 ноября 1927 года по причине паралича сердца.

## Награды
За свои достижения получил награды:
- 1890 — высочайшая благодарность великой княгини Елизаветы Федоровны за участие во Всемирной выставке в Париже 1889 года;
- 1895 — похвальный отзыв за участие в Всероссийской сельскохозяйственной и кустарно-промышленной выставке в Кургане;
- май 1899 — серебряная нагрудная медаль «За усердие» на Станиславской ленте «за благотворительную и общеполезную деятельность по тюремному ведомству»;
- 1903 — серебряная нагрудная медаль «За усердие» на Аннинской ленте.